# Oroxenofrea spiculata
Oroxenofrea spiculata – gatunek chrząszcza z rodziny kózkowatych i podrodziny zgrzypikowych. Jedyny przedstawiciel rodzaju Oroxenofrea.

## Zasięg występowania
Ameryka Południowa, notowany w Ekwadorze, Peru, płn. Brazylii (stany Maranhão i Pará) oraz w Gujanie Francuskiej.